# Старший боцман
Старший боцман (от нем. Oberbootsmann) — кондукторское звание-должность строевого состава, существовавшее в Российском императорском флоте (РИФ) до 1917 года. 
Упразднено после Октябрьской революции. В ВМС РККА вместо звания-должности старший боцман для корабельного состава введена воинская должность главный боцман, существующая в ВМФ России до настоящего времени.
Старший боцман — строевой старший унтер-офицер на кораблях I и II ранга, где вместо одного боцмана имелась своя боцманская команда, которую и возглавлял старший боцман, имевший старшинство над всеми нижними чинами, как строевыми, так и нестроевыми. Звание старший боцман присваивалось одновременно с назначением на одноимённую должность начальника боцманской команды, что являлось традиционным для Русского флота того периода, где практически все звания нижних чинов имели специализированную направленность, т. е. отражали либо воинскую специальность, либо воинскую должность тогдашних военнослужащих РИФ: рулевой боцманмат, сигнальный квартирмейстер, марсовый и т. д.
Старший боцман должен был знать имена всех матросов и унтер-офицеров, их способности и познания в морском деле, наблюдать за их поведением и кроме того — производство такелажных работ, подъём тяжестей, постановку и спуск рангоута, уборку якорей, всё оборудование вплоть до вооружения корабля, компас, управление рулём и парусами на шлюпках в различных ситуациях, основу леерного сообщения с берегом и методы подводки пластыря на пробоину.
При наличии на корабле боцманской команды все боцманы из её состава, включая их начальника — старшего боцмана, поочерёдно несут вахту. Находящийся на вахте боцман называется вахтенным боцманом. В его обязанности входит контроль над исправным состоянием такелажа, используемого для подъёма тяжестей. Во время похода он каждое утро осматривает рангоут, при подходе к якорной стоянке проверяет готовность якорного оборудования и руководит процессом отдачи якоря, как только последует команда командира корабля. Наблюдает за исправным состоянием наружного вида корабля.
При авральных работах старший боцман находится на баке. Во время авральных работ, а также во время общего построения команды на верхней палубе, старший боцман принимает обязанности вахтенного боцмана.
| младшее звание: Боцман | Старший боцман Гардемарин Кондукто́р Старший фельдшер | старшее звание: Мичман |